# 国勢統計区 (アメリカ合衆国)
アメリカ合衆国の国勢調査における国勢統計区(こくせいとうけいく、英: census tract) は、アメリカ合衆国国勢調査局が用いる地理的単位のひとつで、長期間にわたって区画の変更をしないことを前提に、景観上の特徴や行政区画などに沿って区切られた郡よりも小さい区画。ひとつの国勢統計区は、複数の国勢調査細分区グループから編成されている。国勢統計区の範囲は（後述の「部族国勢統計区」を例外として）郡の境界をまたぐことはなく、人口は平均4000人程度である。
現行の意味での国勢統計区は、それまでの「ブロック番号区域 (Block Numbering Area: BNA)」に代わって、1990年の国勢調査(1990 United States Census)の際に一部の地域で導入され、2000年の国勢調査(2000 United States Census)から全国で全面的に導入された。この全面導入に際しては新たに「部族国勢統計区 (tribal census tract)」が設けられ、インディアン居留地や居留地外であってもインディアンに土地信託されている地域について、統計区が人口1000人以上であることを前提に、州境や郡境などの行政区画をまたいで共通の番号を付与し、統計上ひとつの統計区として集計することを認める例外的措置がとられることになった。部族国勢統計区はおおむね2500人程度の人口規模を目安として設定されている。
プエルトリコを含むアメリカ合衆国全域に設定されている国勢統計区は、合わせておよそ65,000あり、ひとつの国勢統計区には、平均して3つほどの国勢調査細分区グループが含まれている。